# Чита ди Кастело
Чита ди Кастело (итал. Città di Castello) је насеље у Италији у округу Перуђа, региону Умбрија.
Према процени из 2011. у насељу је живело 22497 становника. Насеље се налази на надморској висини од 281 м.

## Становништво
Према резултатима пописа становништва 2011. у општини је живело 40.064 становника.
| 1931.  | 1936.  | 1951.  | 1961.  | 1971.  | 1981.  | 1991.  | 2001.  | 2011.  |
| ------ | ------ | ------ | ------ | ------ | ------ | ------ | ------ | ------ |
| 31.075 | 32.658 | 37.146 | 37.413 | 35.279 | 37.643 | 37.455 | 37.889 | 40.064 |

## Партнерски градови
- Сегешвар
- Жуе ле Тур
- Gibellina
- Höör Municipality